# Кизой
Кизой и Большо́й Киза́й — озеро в России, располагается в 7 км юго-западнее села Чекан на территории Азнакаевского района Республики Татарстан. Относится к левобережной части бассейна реки Ик.
Представляет собой водоём карстово-суффозионного происхождения. Озеро имеет вытянутую форму, длиной 320 м и максимальной шириной в 70 м. Площадь водной поверхности озера составляет 1,52 га. Наибольшая глубина достигает 1,45 м, средняя глубина равняется 0,94 м. Уровень уреза воды находится на высоте 133 м над уровнем моря.